# Aadel Lampe
Aadel Lampe (Stranda, comtat de Møre og Romsdal, Noruega, 10 de maig de 1857 - 8 de setembre de 1944) va ser una líder dels drets de les dones noruegues, política liberal, mestra per a nens sords i sufragista a finals del segle xix i principis del xx. Va ser escollida membre adjunta de la Storting el 1922, com una de les primeres dones elegides per al Parlament noruec, i va exercir com a presidenta de l'Associació Noruega pels Drets de les Dones de 1922 a 1926.

## Educació i vida laboral
Es va graduar a l'escola secundària per a Dones Joves de Nissen, a Kristiania (actual Oslo), en aquella època la més alta educació possible oberta a la població femenina. Després va ser contractada com a professora a l'escola de noies de Nissen. En aquest entorn, format per les dones més educades de la Noruega de l'època, es va familiaritzar amb la causa de les dones.
Més tard va continuar la seva formació com a mestra per a nens sords. Va ser contractada com a professora a l'escola per a sords de Balchen i després a l'escola per a nens sords i muts de Hedevig Rosing, a Kristiania.
Quan l'escola d'Hedevig Rosing va ser tancada, Lampe va marxar com a professora i va començar a treballar a l'anomenada Oficina d'Infermeria, que més tard va formar part del Consell de Salut d'Oslo.

## Política i activisme
Va ser una de les primeres líders de l'Associació Noruega per als Drets de la Dona, i va ser-ne la presidenta entre 1922 i 1926. Es va unir a la junta de l'organització el 1895 i va ser-ne vicepresidenta durant els mandats 1899–1903 i 1912–1922, quan Fredrikke Marie Qvam i Randi Blehr n'eren presidentes.
Lampe era membre, inicialment, del Partit Liberal, però més tard es va unir al Partit d'Esquerra Liberal, on va ser membre adjunta de l'executiu nacional i membre de la junta de l'Associació de dones del partit. Juntament amb Randi Blehr i Cecilie Thoresen Krog, va ser cosignatària d'una carta al govern nacional que exigia l'admissió de les dones en la funció pública.
A les eleccions parlamentàries de 1921 va ser escollida com a membre adjunta de la Storting per al mandat 1922–1924, representant la circumscripció electoral de Kristiania i una llista electoral del Partit d'Esquerra Liberal i del Partit Conservador. Va ser una de les cinc dones elegides al Parlament, quatre de les quals eren diputades i la cinquena va ser la primera diputada permanent de Noruega, Karen Platou, que representava la mateixa llista del partit i la mateixa circumscripció que Lampe.

## Família
Els seus pares eren el rector Claus Ernst Lampe (n. 1807) i Cathrine Haar Daae (n. 1817). Es va casar el 1885 amb l'auditor estatal Henrik Magnus Knudsen i era coneguda com a Aadel Knudsen. Després de divorciar-se, va tornar a fer servir el nom de Lamp.